# Nermin Šabić
Nermin Šabić (ur. 21 grudnia 1973 w Zenicy) – piłkarz bośniacki grający na pozycji prawego pomocnika. W swojej karierze rozegrał 38 meczów w reprezentacji Bośni i Hercegowiny i strzelił w niej 1 gola.

## Kariera klubowa
Karierę piłkarską Šabić rozpoczął w klubie Čelik Zenica. W 1993 roku przeszedł do chorwackiego klubu Dubrava Zagrzeb, który w sezonie 1993/1994 spadł z pierwszej ligi. W trakcie tego sezonu Bośniak odszedł do NK Zagreb, z którym wywalczył wicemistrzostwo Chorwacji. Latem 1994 przeszedł do Inkeru Zaprešić, gdzie grał do końca 1995 roku. Z kolei na początku 1996 roku został piłkarzem NK Osijek, w którym występował do końca sezonu 1996/1997. Jesienią 1997 grał w NK Zadar.
W 1998 roku Šabić został piłkarzem Croatii Zagrzeb, która zmieniła w 1999 roku nazwę na Dinamo Zagrzeb. W latach 1998–2000 trzykrotnie z rzędu wywalczył z Dinamem mistrzostwo Chorwacji, a w sezonie 2000/2001 był wicemistrzem. Wraz z Dinamem zdobył też Puchar Chorwacji (1998, 2001).
W 2001 roku Šabić wrócił do Bośni i przez pół roku grał w Željezničarze Sarajewo. Został z nim mistrzem Bośni i Hercegowiny. Latem 2001 wrócił do NK Zagreb i w sezonie 2001/2002 wywalczył z nim mistrzostwo Chorwacji. W sezonie 2002/2003 grał w Čeliku Zenica.
W 2003 roku Šabić wyjechał do Chin. W latach 2003–2005 grał w tamtejszym klubie Changchun Yatai. W 2006 roku powrócił do Čeliku Zenica. Grał w nim do końca swojej kariery, czyli do 2010 roku.
| Sezon   | Klub            | Kraj                 | Rozgrywki     | Mecze | Bramki |
| ------- | --------------- | -------------------- | ------------- | ----- | ------ |
| 1993/94 | Dubrava Zagrzeb | Chorwacja            | Prva HNL      | 12    | 1      |
| 1993/94 | NK Zagreb       | Chorwacja            | Prva HNL      | 6     | 0      |
| 1994/95 | Inter Zaprešić  | Chorwacja            | Prva HNL      | 27    | 1      |
| 1995/96 | Inter Zaprešić  | Chorwacja            | Prva HNL      | 17    | 0      |
| 1995/96 | NK Osijek       | Chorwacja            | Prva HNL      | 8     | 0      |
| 1996/97 | NK Osijek       | Chorwacja            | Prva HNL      | 21    | 0      |
| 1997/98 | NK Zadar        | Chorwacja            | Prva HNL      | 10    | 3      |
| 1997/98 | Croatia Zagrzeb | Chorwacja            | Prva HNL      | 13    | 0      |
| 1998/99 | Croatia Zagrzeb | Chorwacja            | Prva HNL      | 20    | 0      |
| 1999/00 | Dinamo Zagrzeb  | Chorwacja            | Prva HNL      | 18    | 1      |
| 2000/01 | Dinamo Zagrzeb  | Chorwacja            | Prva HNL      | 8     | 0      |
| 2000/01 | FK Željezničar  | Bośnia i Hercegowina | Premijer liga | ?     | ?      |
| 2001/02 | NK Zagreb       | Chorwacja            | Prva HNL      | 15    | 0      |
| 2002/03 | Čelik Zenica    | Bośnia i Hercegowina | Premijer liga | 23    | 3      |
| 2003    | Changchun Yatai | Chiny                | Super League  | 14    | 1      |
| 2004    | Changchun Yatai | Chiny                | Super League  | 23    | 2      |
| 2005    | Changchun Yatai | Chiny                | Super League  | 8     | 0      |
| 2006/07 | Čelik Zenica    | Bośnia i Hercegowina | Premijer liga | 21    | 1      |
| 2007/08 | Čelik Zenica    | Bośnia i Hercegowina | Premijer liga | 25    | 2      |
| 2008/09 | Čelik Zenica    | Bośnia i Hercegowina | Premijer liga | 15    | 2      |
| 2009/10 | Čelik Zenica    | Bośnia i Hercegowina | Premijer liga | 4     | 1      |

## Kariera reprezentacyjna
W reprezentacji Bośni i Hercegowiny Šabić zadebiutował 24 kwietnia 1996 roku w zremisowanym 0:0 towarzyskim meczu z Albanią. W swojej karierze grał w eliminacjach do MŚ 1998, Euro 2000 i MŚ 2002. Od 1996 do 2008 roku rozegrał w kadrze narodowej 38 meczów i strzelił 1 gola.